# Elezioni generali in Papua Nuova Guinea del 2017
Le elezioni generali in Papua Nuova Guinea del 2017 si sono svolte tra il 24 giugno e l'8 luglio.

## Risultati
| Partito                                  | Voti      | Seggi |
| ---------------------------------------- | --------- | ----- |
| People's National Congress               | 1.039.940 | 28    |
| National Alliance Party                  | 484.300   | 15    |
| Triumph Heritage Empowerment Rural Party | 323.951   | 4     |
| Pangu Party                              | 322.049   | 9     |
| United Resources Party                   | 310.282   | 10    |
| People's Progress Party                  | 273.839   | 5     |
| Papua New Guinea Party                   | 216.527   | 5     |
| National Party                           | 186.279   | 3     |
| Altri partiti                            | 4.745.851 | 32    |
| Totale                                   | 8.048.778 | 111   |